# Gérard Wiarda

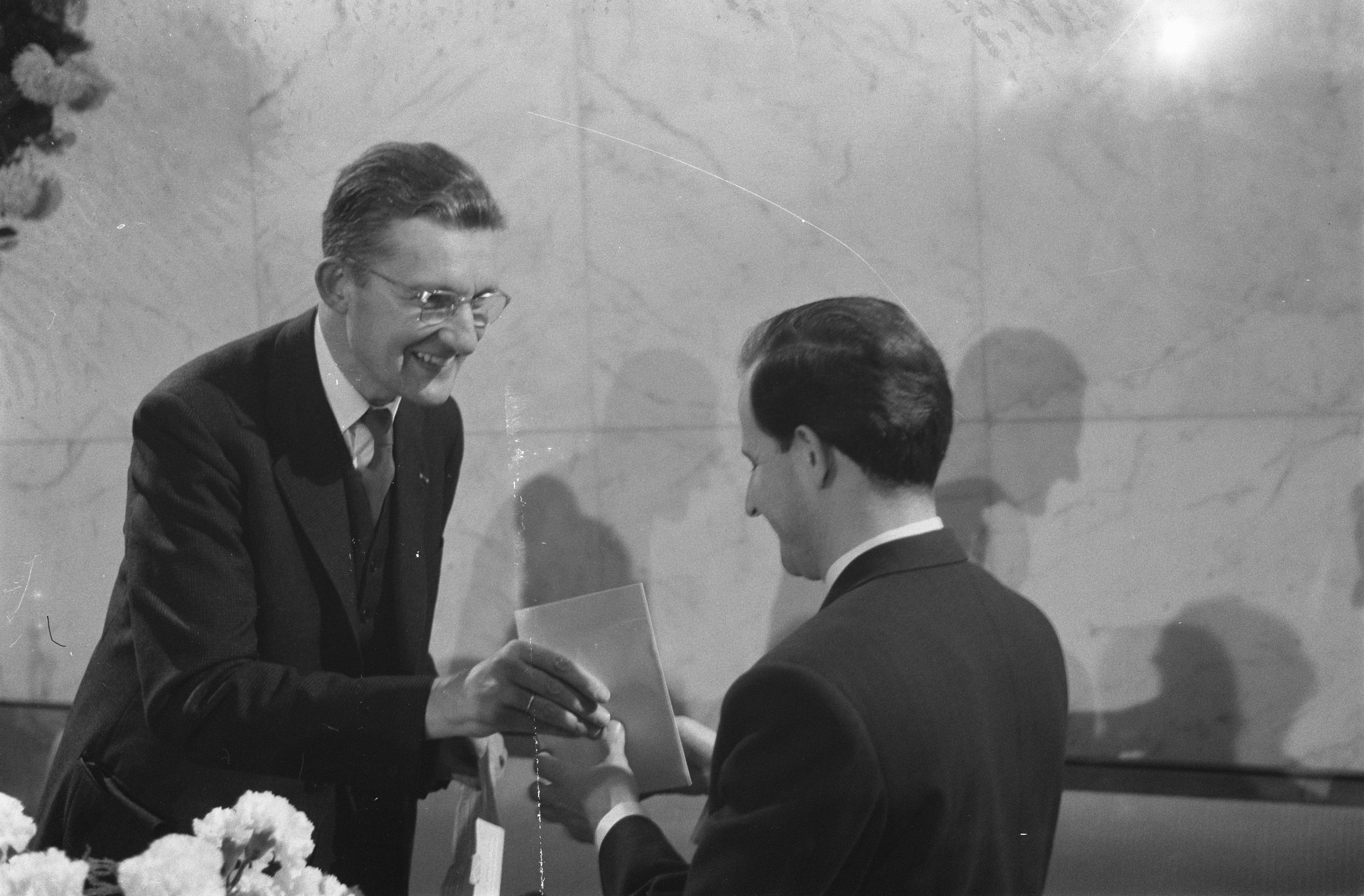
Gerard Wiarda (links) und Milo Anstadt (1960)

Gérard Wiarda (* 4. September 1906 in Amsterdam; † 12. Juni 1988 in Den Haag), auch Gerardus Johannes Wiarda, war ein niederländischer Rechtswissenschaftler.

## Leben
Gérard Wiarda wurde als Sohn von Jan Wiarda, einem Mitglied des Hohen Rates der Niederlande, und dessen Frau Carolina Georgina Louise Lucks 1906 in Amsterdam geboren. Von 1925 bis 1929 studierte er Jura an der Universität Amsterdam, anschließend praktizierte er als Rechtsanwalt in Rotterdam. Im Jahre 1932 schloss er mit Alexandra Moltzer den Bund der Ehe.
Nach seiner Tätigkeit als Anwalt saß er als Ersatzrichter und Richter im Bezirksgericht von Amsterdam. Die Universität Utrecht berief ihn 1947 zum Professor für Verwaltungsrecht, sein Engagement in der akademischen Lehre endete jedoch schon drei Jahre später, als er zum Richter am Hohen Rat der Niederlande ernannt wurde, an dem er bis 1976 wirkte. 1968 wählte man ihn dort zum Vizepräsidenten, 1972 zum Präsidenten.
Im September 1966 trat Wiarda die Nachfolge Frederik Mari Baron van Asbecks am Europäischen Gerichtshof für Menschenrechte an. Nach zweimaliger Wiederwahl 1968 und 1977 übernahm er 1977 das Amt des Vizepräsidenten, und vier Jahre danach wurde er schließlich der sechste Präsident des Gerichtshofes. Im Mai 1985 legte er den Posten nieder und schied noch im selben Jahr aus dem EGMR aus. Seine letzten Lebensjahre waren von nachlassender Gesundheit geprägt. 81-jährig starb er in Den Haag.
Er war von 1958 bis 1976 Präsident der niederländischen Vereinigung für Verwaltungsrecht und seit 1964 Mitglied der  Königlich-Niederländischen Akademie der Wissenschaften. An der Universität Utrecht, seiner einstigen Wirkungsstätte, wurde 1998 das G.J. Wiarda Institut gegründet. Sein einflussreiches Werk „Drie typen van rechtsvinding“ (deutsch „Die drei Typen der Rechtsfindung“) wird heute zu den Klassikern der niederländischen Rechtsliteratur gezählt.